# Warszawa Wilanów
Warszawa Wilanów – zabytkowy budynek dworca znajdujący się na przystanku kolejowym na nieistniejącej linii Kolei Wilanowskiej. 

## Opis
Budynek powstał w latach 20. XX wieku według projektu Konstantego Jakimowicza. Pierwotnie mieścił kasy biletowe, poczekalnię, pomieszczenia i mieszkania dla kolejarzy.
W marcu 1979 w budynku otwarto urząd pocztowy. Projekt jego adaptacji opracowało Biuro Studiów i Projektów Łączności pod nadzorem Muzeum w Wilanowie. Elementy wystroju wnętrza wykonały Zakłady Wytwórcze Mebli Artystycznych w Henrykowie.
W 2012 budynek dawnego dworca został wpisany do gminnej ewidencji zabytków, a w 2021 również do rejestru zabytków
Do 2016 budynek użytkowała Poczta Polska. W 2024 Dzielnica Wilanów przygotowała przetarg na prace modernizacyjne. Ich rozpoczęcie zaplanowane jest na koniec września 2024, a zakończenie na jesieni 2025. W przyszłości pod uwagę brane jest także ustawienie przed budynkiem dwuosiowego wagonu kolei wąskotorowej, którym dysponuje dzielnica.